# Joventuts Liberals
Joventuts Liberals del Segle XXI fou fundada en maig de 2003 per un petit grup de joves liberals espanyols amb la pretensió d'aglutinar a tots aquells liberals orfes de referent polític. El naixement com associació juvenil obeïa al desig compartit dels fundadors de no constituir-se en partit polític tradicional i naturalment a la joventut del que formaven el petit grup inicial.
L'edat i el desig de relacionar-se amb liberals d'altres latituds els portà també a sol·licitar l'ingrés de la seva organització en la Internacional Liberal Juvenil (IFLRY) i a les Joventuts Liberals Europees (LYMEC). En un temps rècord ingressaren en la Internacional Liberal Juvenil essent en aquests moments l'única organització política d'àmbit estatal que es troba vinculada oficialment a la Internacional Liberal. El seu manifest fundacional fou, precisament, el discurs d'ingrés en la Internacional Liberal Juvenil.
El Manifest, les seves 10 propostes per al segle xxi, i les diverses iniciatives realitzades des de la seva fundació componen una concepció radicalment progressista del liberalisme. Un liberalisme d'avantguarda i no indivisible que defèn la despenalització de l'avortament i el dret individual a una mort digna amb la mateixa determinació que combaten les traves al lliure comerç, l'excessiu intervencionisme estatal en l'economia o els privilegis sindicals i gremials.
Des de la seva fundació han reconegut en els radicals Emma Bonino i Marco Pannella el seu principal referent polític internacional.
En juny de 2003 Joventuts Liberals promou una candidatura testimonial a les eleccions europees que és recolzada per l'eurodiputat liberal Enrique Monsonís. El programa de la candidatura era el del Partit Liberal Europeu (ELDR). A més els candidats de Coalició Liberal es comprometien a defensar la proposta d'una Constitució Europea laica, impulsar polítiques antiprohibicionistes en matèria de drogues i defensar les llibertats civils en Internet i en tots els aspectes relacionat amb la societat de la informació posant en relleu a la batalla contra el cànon. L'originalitat de la candidatura impulsada principalment per joves internautes liberals i simpatitzants del partit radical d'Emma Bonino fou destacada en la premsa internacional.
A l'estiu de 2004 van decidir impulsar junt amb l'Associació Radical Transnacional de Barcelona una xarxa d'acció comú radical.es.